# شوابيا الجديدة
شوابيا الجديدة (بالألمانية Neuschwabenland نويشفابنلاند)
هي منطقة في قارة انتاركتيكا، مساحتها 600 الف كيلومتر مربع، تقع بين خطي طول 20° شرقاً و10° غرباً، سبق ان احتلتها ألمانيا النازية من فترة كانون الثاني 1939 إلى ايار 1945 وتتبع حالياً بقسم منها لسلطة النرويج.

## بعثات الاكتشاف الألمانية
مثل كثير من الدول، اطلقت ألمانيا عدة حملات في نهاية القرن التاسع عشر لاستكشاف قارة انتركتيكا، البعثة الأولى كانت بقيادة البروفسور في علم الجيولوجيا ايريك داجوبرت فون دريغالسكي عام 1901، تألفت البعثة من 27 شخص، واستمرت أكثر من عامين لأن سفينتهم علقت في الجليد، ودرست البعثة الطقس، الجغرافيا، الجاذبية المغنطيسية، ويعود لهم الفضل في اكتشاف أرض «غليوم الثاني»
البعثة الرسمية الثانية كانت بين عامي 1911 و1912 بقيادة ويلهلم فيلخنر، واراد اثبات ان انتركتيكا هي يابسة واحدة، لم يستطع اثبات نظريته حينها ولكن سفينته «دوتشلاند» استطاعت اكتشاف بحر ويديل الذي لم يكن معروفاً.
البعثة الثالثة، كانت بقيادة الفريد رتشخر، الهدف الأساسي الذي ارادته ألمانيا من البعثة هو تأمين منطقة صيد حيتان، في تلك المرحلة كان زيت الحيتان يستعمل في تصنيع المارغرين والصابون، وكان المصدر الرئيسي له هو النروج (كانت ألمانيا تستورد 200 الف طن في العام من النروج) فارادت البحث عن مصدر يؤمن الاستقلال الاقتصادي عن الاجانب.
في 17 كانون الأول 1938، غادرت السفينة شفابنلاند ميناء هامبورغ، حاملة 33 شخصاً معها، رست شفابن لاند في كانون الثاني 1939 على نقطة التقاء خط الطول 4 غرباً مع خط العرض 69 جنوباً، لتبدأ مهمة اكتشاف الأرض، في الاسابيع اللاحقة، قامت طائرتين من نوع دورنيير دو جي (الباسات والبوريس) بخمسة عشر طلعة جوية منقبتين المنطقة واخذتا أكثر من 11 الف صورة جوية للقارة، ثم انشأت البعثة قاعدة مؤقتة وتم نصب ثلاثة اعلام للنازية وفي شهر شباط غادرت السفينة انتركتيكا وعادت إلى هامبورغ.
خُطط بعدها لارسال بعثتين لصيف 1939-1940 وصيف 1940-1941 لكن قيام الحرب العالمية الثانية اعاق ذلك، البعثة الثانية كان مطلوب منها دراسة إنشاء قواعد للبحرية الألمانية كمقدمة للتحكم بجزء من المحيط الهندي وبممر بريك البحري.

## ملكية نيو شفابن
لا تعترف أي دولة بالتملك الألماني لارض شوابيا الجديدة، وتنص معاهدة انتاركتيكا على تعليق كل التوسعات والتملكات الدولية لاراض القارة، لا يزال هناك لغط قانوني حول نازية هذه الأرض! فالقانون الدولي ينص على ان الدولة التي تزرع علمها على أرض غير مأهولة تتملك هذه الأرض، وبما ان النازية زرعت اعلامها هناك، وبما ان معاهدة الاستسلام والتنازل عن جميع المستعمرات لم تتضمن نيو شفابن، لا تزال هويتها سؤال غامض.

## الروايات والاساطير
أُحيكت الكثير من الاساطير حول أرض شوابيا الجديدة والمستعمرة الألمانية هناك، فذهب بعضهم إلى ما يُسمى بأسطورة نيو برلين، التي تتحدث عن ان النازية قامت بإنشاء مدينة تحت الجليد هناك، هرب إليها قادتهم بعد الهزيمة، لا بل وينفي البعض قصة انتحار هتلر، ويظنون ان هتلر هرب إلى الأرجنتين ومن ثم إلى انتركتيكا حيث يظنون انه استعاد مهنته كرسام! رواية هرب هتلر استوحت من تقارير المخابرات السوفييتية التي اعلنت عن هرب هتلر إلى الأرجنتين، إلى ان فقدت آثاره المزعومة عام 1950 فتراجع عندها السوفييت عن ادعائاتهم وتقبلوا رواية الحلفاء.
وتنحو أسطورة ثانية إلى التحدث عن نيو برلين ككيان قائم يتحدث بعضهم عن عدد سكان يقارب المليونين من علماء الجيولوجيا والصناعة والفضاء والزراعة والجينيات!
وتتابع الأسطورة إلى الحديث عن شكلين محتملين لعلاقة المدينة المزعومة بالولايات المتحدة، فالبعض يتحدث عن ان الاميرال ريتشارد بيرد المستكشف الأمريكي، عقد مع مسؤول المستعمرة النازية عام 1947 تفاهماً يقضي بالاعتراف السري بها وتزويدها بالصادرات الصناعية وغيرها.. والبعض الآخر يرى ان العلاقة بين الطرفين كانت سيئة فجرد الاميركيون حملة عسكرية سرية دمرت المدينة-المستوطنة المزعومة تحت الجليد!
وتتضمن اساطير أخرى احاديث كثيرة عن عالم الفضاء والقدرة النازية فيه.